# Mike Abbink
Michael Abbink (* 1967) ist ein US-amerikanischer Schriftgestalter und Typograf.
Seine bekanntesten Schrifttypen sind die FF Kievit, die FF Milo, die FF Milo Serif und die GE Inspira. Seine Schriften werden als Hausschriften von verschiedenen Firmen wie etwa Olympus und Telecom Italia und Organisationen genutzt.  Die CDU verwendet die Kievit als Hausschrift. Abbink war u. a. Mitarbeiter von MetaDesign.
Der Type Directors Club hat die FF Kievit im Jahre 2001 als besonders gelungene Schriftkomposition ausgezeichnet.